# 吳若希
吳若希（英語：Jinny Ng Yeuk Hei；1992年5月23日—），香港女歌手、演員及節目主持人，原名吳嘉妮，現為無綫電視經理人合約藝員及愛爆音樂旗下女歌手。

## 背景

### 早年生活
吳若希早年在荃灣石圍角邨石蓮樓長大，就讀荃灣潮州公學及廖寶珊紀念書院。有一名胞弟，其胞弟吳梓楓（Carson）亦在2021年簽約種星堂成為旗下模特兒。
2008年，吳若希與朋友在卡拉OK唱歌時被星探發掘。在她的音樂事業開始前，她曾經秘密訓練過唱歌兩年。

### 2009年－2013年：出道初期
2010年初，吳若希與新加坡歌手邵偉軒合唱單曲《Love @ Earth》並正式出道，該曲獲得2010年度新城國語力頒獎禮之新城國語力合唱歌曲獎。同年7月3日，她連同關心妍、鄭欣宜及陳法拉一起加盟成為星煥國際旗下女歌手之一。並在11月8日推出首張個人專輯《戀愛日記》，收錄歌曲《影迷》、《錯過了》及《愛要撐下去》等，其歌曲亦登上流行榜各位置，口碑不俗。
2011年，她與同公司的許廷鏗合唱《知己》一曲，深受網民歡迎，成為熱播的合唱曲，更成功登上《勁歌金榜》冠軍位置，並獲得數個獎項，其中包括《2011勁歌金曲優秀選第三回》得獎歌曲，《第八屆「勁歌王」金曲年度總選頒獎禮－最佳合唱歌曲》以及《uChannel我撐起樂壇頒獎禮2011－Youth最喜愛合唱歌曲》。
2013年6月26日，吳若希推出第三張個人專輯《我懂了》，除了同名歌曲《我懂了》，專輯亦收錄她首次嘗試較另類曲風的歌曲《炊煙》、由糖兄包辦曲詞的《沒結果》及跟胡鴻鈞合唱的《暗戀》、《救救我》等；6月中拍攝新歌《炊煙》MV時，其導演在微博上載了一張造型照，有報道指相中造型與吳雨霏的唱片封面造型相同，更指是因為他們都是使用同一位造型師馬天佑，被控抄襲之嫌。可是馬天佑、吳若希老闆何哲圖及她本人都異口同聲表示這次為完全的創作，絕無抄襲。

### 2014年至2016年：當紅時期

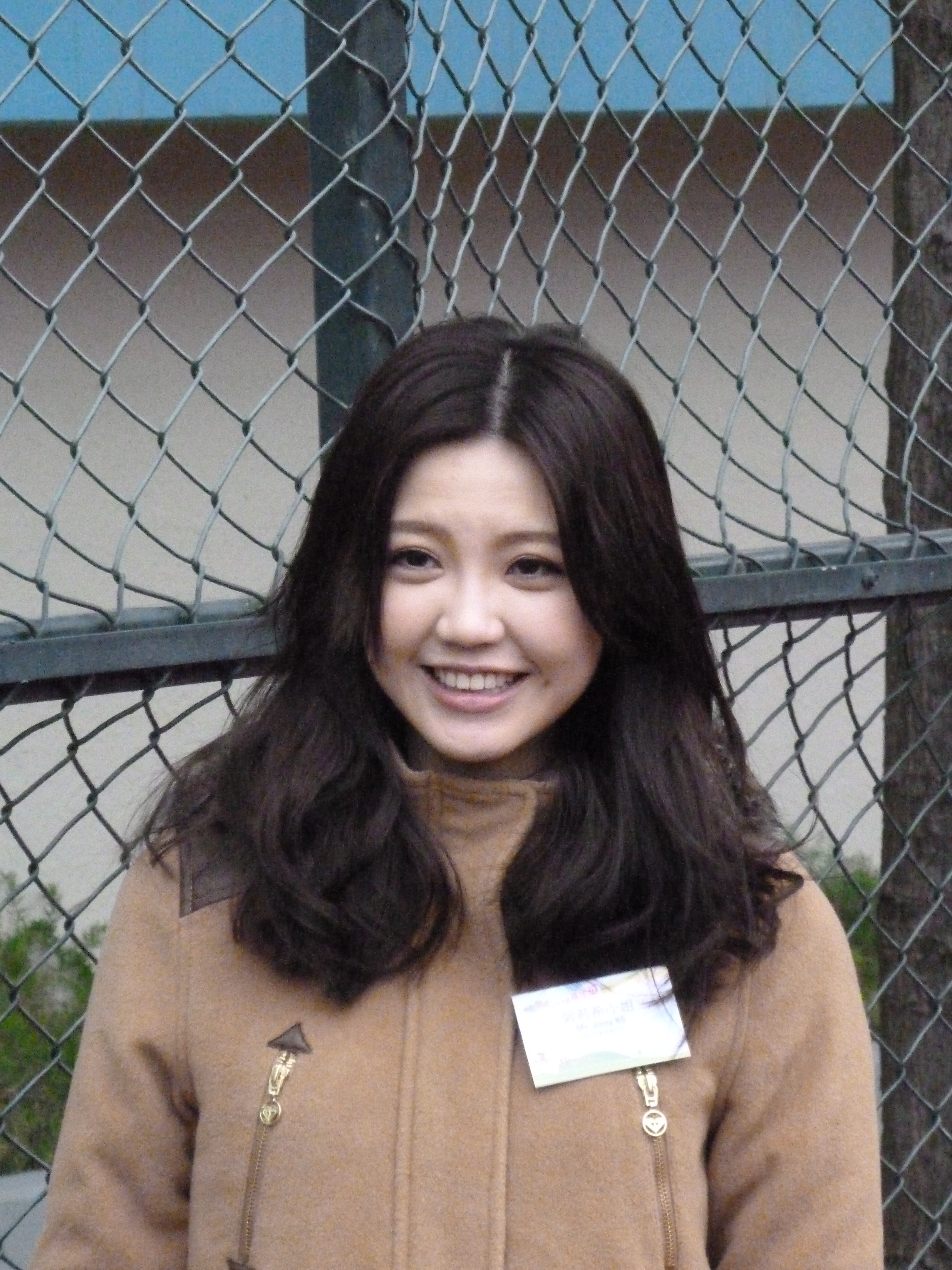
2014年2月15日，吳若希在荔枝角公園一期足球場出席狗狗領養嘉年華

2014年，隨著星夢娛樂集團有限公司的成立，吳若希跟隨著老闆何哲圖加盟新唱片公司，並獲得機會演唱不同的影視作品主題曲。1月，吳若希為微電影《愛情來的時候》演唱了《休止符》。3月，電視劇《愛我請留言》的播出，是吳若希首次演唱於黃金時段影視作品主題曲，此曲成功登上各大網上平台的殿軍位置和流行榜上，令她的知名度增長了不少。7月，吳若希獲得參與拍攝電視劇《衝線》的機會。
2014年8月，吳若希為電視劇《使徒行者》演唱片尾曲《越難越愛》。《使徒行者》電視劇深受電視觀眾歡迎，其主唱的片尾曲亦引來極大的迴響，YouTube點擊率累計超過1800萬，成為YouTube上點擊率最高的粵語音樂影片之一，更被網民稱為「洗腦神曲」。此外，歌曲更於iTunes連續多日奪得冠軍位置，並停留在新城電台勁爆本地榜上長達11星期，亦於KKBOX連續四個多月奪得冠軍位置，成為熱門銷量的歌曲之一。此曲在《2014年度勁歌金曲頒獎典禮》奪得「勁歌金曲金獎」。吳若希亦獲得更多不同的機會嘗試不同範疇的工作。成為節目《姊妹淘》和《勁歌金曲》的主持。
2015年2月，劇集《倩女喜相逢》播映，吳若希正式向演藝界兩棲發展，不過觀眾對其演技反應一般。3月，第二套劇集《衝線》播映，飾演胡芯藍一角，觀眾對此劇集反應不俗，同時更主唱主题曲《美好的時光》。4月，吳若希主持《至尊街頭魔法王》節目，當中吳若希誇張及重覆單一的反應引起城中熱話，人氣再次上升，如在魔術師主持甄澤權完成一個魔術動作之後基本上都會回應「點解嘅？」（書面語：為什麼？）。
2015年中，吳若希為TVB黃金時段的外購劇集《武則天》獻唱片尾曲《眼淚的秘密》。她憑此曲在2015年的第26週及27週《勁歌金榜》蟬聯兩週冠軍，這是繼2002年後，十三年來首次有歌曲可蟬聯，引來不少樂迷、觀眾及網民的討論。 同時，歌曲也先後登上香港電台《中文歌曲龍虎榜》及新城電台《新城勁爆流行榜》冠軍，成為吳若希第一首三台冠軍歌，年未，此曲獲《萬千星輝頒獎典禮2015》「最受歡迎劇集歌曲」，這使吳若希連續兩年獲得該獎。同時該曲奪得《新城勁爆頒獎禮2015》四大歌曲獎項之一的「新城勁爆播放指數歌曲大獎」，表示此曲是該電台全年播放率之冠，是首次有劇集歌曲奪得此獎項。另外，此曲在《2015年度勁歌金曲頒獎典禮》奪得「勁歌金曲金獎」，這使吳若希連續兩年獲得金曲金獎。
吳若希於2016年1月21日推出久違一年多的大碟《眼淚的秘密》，碟內收錄2015年三首電視劇歌曲及一些全新作品。

### 2017年至今：產後復出
2017年4月23日，吳若希誕下女兒，乳名為「淼淼」。同年7月產後復出，為外購劇《那年花開月正圓》獻唱主題曲《你在我心間》。另外，為台慶劇《降魔的》獻唱片尾曲《泣血薔薇》；《別再記起》為台慶劇《誇世代》的插曲。2018年，《越難越愛》MV在YouTube頻道上破1千萬觀看人次，成為首位星夢娛樂歌手擁有千萬觀看人次的MV。8月，吳若希主唱的《無常春秋》為著名外購劇《延禧攻略》的主題曲，而《為何你要背叛我》則為電視劇《再創世紀》的插曲。同年於《2018年度勁歌金曲頒獎典禮》首獲「最佳演繹女歌星」。

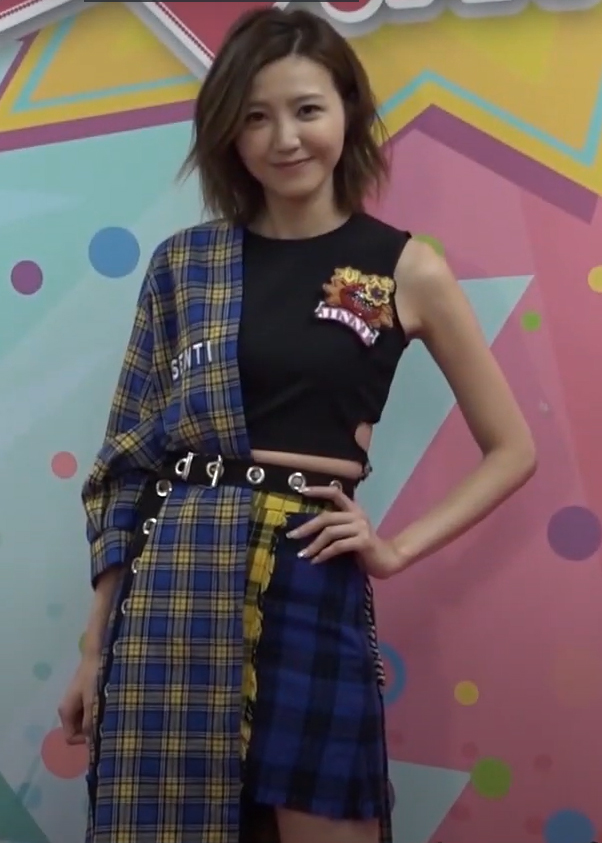
2019年，吳若希出席無綫電視遊戲節目《娛樂大家》錄影

2019年，吳若希主唱5首劇集歌曲，包括外購劇《如懿傳》主題曲《日月存亡》、電視劇《福爾摩師奶》主題曲《暗中愛我》、《鐵探》插曲《我記得》及《街坊財爺》片尾曲《愛情無價》。同年，吳若希參演的台慶劇《多功能老婆》播出，她於劇中飾演「蘇蝶」一角，並憑該角色獲提名《萬千星輝頒獎典禮2019》「最佳女配角」；她並為該劇集獻唱插曲《每段愛還是錯》。
2020年，吳若希主唱3首劇集歌曲：《大醬園》片尾曲《似水流年》、《殺手》片尾曲《最遠的距離》及《那些我愛過的人》插曲《沒有你並無掛念》。同年亦推出個人出道十周年特別專輯《愛情無價》，專輯共收錄十一首歌曲，當中包括歌曲《這位蠢才》。
2020年11月3日，吳若希誕下兒子，暱稱其為「搏啜」。
2021年，吳若希再次產後復出，並成為直播綜藝節目《開心大綜藝》12位主持之一。同年為《伙記辦大事》獻唱片尾曲《錯的一天》；並於母親節推出《只想你記得》，送給各位爸爸媽媽，她希望透過這歌寄語父母對孩子們的期望，並提醒各位爸爸媽媽愛的初心。
2022年，吳若希主唱兩首劇集歌曲：《異搜店》主題曲《光陰飛逝時》及《尚食》主題曲《五味回憶》，並於6月13日推出單曲《慢鏡》。12月11日，吳若希於旺角麥花臣場館舉行她人生首個個人演唱會《吳若希 Let Her Be Jinny 演唱會2022》。
2023年6月7日，吳若希推出單曲《三人之境》，是香港樂壇比較少見的以第三者的角度唱出第三者的心聲。10月，吳若希於無綫電視台慶劇《香港人在北京》中飾演「鄺海倫」一角，與視帝陳展鵬合演夫妻，是吳若希首次擔正女主角。劇集播出後，吳若希的演出備受注目，年尾更憑此劇於《萬千星輝頒獎典禮2023》打入「最佳女主角」最後五強。
2024年1月，吳若希於無綫電視劇集《旁觀者》中飾演「練采文」一角，並主唱主題曲《孤島》。2月2日，吳若希推出新單曲《召喚絲》，同時該曲改由星夢娛樂旗下廠牌愛爆音樂所發行。

### 受內容農場文章困擾
2017年9月，網上出現一則新聞為「吳若希恢復單身哭稱『會獨自養大個仔』」的報道，相同內容來自不同域名的網站。吳若希其後否認，及後《香港01》記者分析發現內容與去年9月吳若希一度分手時的報道幾乎一樣，手法非常貼近內容農場。而事實上，吳若希誕下的是女兒而非兒子。文章更是抄襲自《香港01》及《壹週刊》的報道。

## 個人生活
吳若希簽約星夢娛樂後，曾跟胡鴻鈞、許廷鏗、周志文等人傳出绯聞。而在她參演賀歲劇《倩女喜相逢》時亦曾被指介入於同劇飾演情侣的蕭正楠和黄翠如的戀情當中，不過事後相關人物都否認緋聞。
2013年4月，吳若希於電台宣傳新歌時，表示其當時的男友的母親反對她跟男友來往，同月28日出席電台音樂會時，透露已正式與當時的男友分手。
2016年4月，有傳聞指吳若希與澳門商人何兆鴻談戀愛，7月4日與何在網上高調公開認愛，卻引來他是否劈腿，同時與澳門模特兒Toby Sin交往，以及吳若希是否小三的爭論。戀情公開後不久，吳若希在同年9月19日於Instagram高調宣佈分手，但一個月後隨即復合。同年11月18日，吳若希宣佈懷孕三個月，並打算在女兒出生後結婚。
2017年初全面停工安胎。4月23日，吳若希誕下女兒Giselle，女兒取乳名「淼淼」。同年6月，吳若希因女兒的正面照被友人在網上曝光，於是透過面書批評對方「屎忽生上腦」，而被網民指她粗言穢語且不懂身教；7月底便參與節目《群星拱照big big channel》，為產後首次參與亮相電視節目。同年9月，接受訪問時表示會繼續錄歌，正式復出並投入工作。同年10月10日，在老闆何哲圖作為見證人下與男友Alex簽字結婚，正式成為人妻。接受訪問時被問到為何選10月10日，她說除了是擇了好日外，更可以用「十全十美」想形容這個記念日。
2020年6月10日，她公布再度懷孕。2020年11月3日，吳若希誕下兒子Kylian。

## 音樂作品

### 派台歌曲成績
| 派台歌曲成績（四台）          | 派台歌曲成績（四台） | 派台歌曲成績（四台） | 派台歌曲成績（四台） | 派台歌曲成績（四台） | 派台歌曲成績（四台） | 派台歌曲成績（四台）                                                    | 派台歌曲成績（四台）                                                    |
| ----------------------------- | -------------------- | -------------------- | -------------------- | -------------------- | -------------------- | ----------------------------------------------------------------------- | ----------------------------------------------------------------------- |
| 唱片                          | 歌曲                 | 903                  | RTHK                 | 997                  | TVB                  | 備註                                                                    | 備註                                                                    |
| 2010年                        |                      |                      |                      |                      |                      |                                                                         |                                                                         |
| 戀愛日記                      | 影迷                 | 12                   | 12                   | 5                    | 6                    | 出道作                                                                  | 出道作                                                                  |
| 戀愛日記                      | 錯過了               | 17                   | -                    | 5                    | 3                    | OT：陳慧琳 ~ 愛情天使的一面                                             | OT：陳慧琳 ~ 愛情天使的一面                                             |
| 戀愛日記                      | 愛要撐下去           | -                    | -                    | 6                    | -                    |                                                                         |                                                                         |
| 2011年                        |                      |                      |                      |                      |                      |                                                                         |                                                                         |
| 藍天空                        | 知己                 | -                    | 12                   | 4                    | 1                    | 首支冠軍歌 與許廷鏗合唱                                                 | 首支冠軍歌 與許廷鏗合唱                                                 |
| 2012年                        |                      |                      |                      |                      |                      |                                                                         |                                                                         |
| 藍天空                        | 第一天失戀           | -                    | 3                    | 3                    | 3                    |                                                                         |                                                                         |
| 藍天空                        | 我沒有傷心           | 17                   | -                    | 2                    | 1                    | 首支個人冠軍歌                                                          | 首支個人冠軍歌                                                          |
| 2013年                        |                      |                      |                      |                      |                      |                                                                         |                                                                         |
|                               | 喜氣洋洋             | 19                   | 11                   | -                    | -                    | 與星煥群星合唱                                                          | 與星煥群星合唱                                                          |
| 我懂了                        | 我懂了               | -                    | 3                    | 1                    | 1                    | 首支兩台冠軍歌                                                          | 首支兩台冠軍歌                                                          |
| 我懂了                        | 炊煙                 | -                    | 7                    | 4                    | 1                    |                                                                         |                                                                         |
| 化蝶                          | 暗戀                 | -                    | -                    | 3                    | 2                    | 與胡鴻鈞合唱                                                            | 與胡鴻鈞合唱                                                            |
| 我懂了                        | 沒結果               | -                    | -                    | -                    | -                    |                                                                         |                                                                         |
| 2014年                        |                      |                      |                      |                      |                      |                                                                         |                                                                         |
| 越難越愛 Love Collection 精選 | 休止符               | -                    | 10                   | 3                    | 1                    | 微電影《愛情來的時候：新加坡》主題曲                                    | 微電影《愛情來的時候：新加坡》主題曲                                    |
| 越難越愛 Love Collection 精選 | 愛我請留言           | -                    | -                    | 1                    | 1                    | Radio Edit版本 無綫電視劇《愛我請留言》主題曲                           | Radio Edit版本 無綫電視劇《愛我請留言》主題曲                           |
|                               | We Are The Only One  | ×                    | ×                    | ×                    | 1                    | 《2014 FIFA巴西世界盃》TVB主題曲 與TVB群星合唱                          | 《2014 FIFA巴西世界盃》TVB主題曲 與TVB群星合唱                          |
| 越難越愛 Love Collection 精選 | 越難越愛             | -                    | 3                    | 1                    | 1                    | 無綫電視劇《使徒行者》片尾曲                                            | 無綫電視劇《使徒行者》片尾曲                                            |
| 2015年                        |                      |                      |                      |                      |                      |                                                                         |                                                                         |
| 眼淚的秘密                    | 美好的時光           | -                    | 3                    | 2                    | 1                    | 無綫電視劇《衝線》主題曲                                                | 無綫電視劇《衝線》主題曲                                                |
| 眼淚的秘密                    | 眼淚的秘密           | -                    | 1                    | 1                    | (1)                  | 首支三台冠軍歌 無綫外購劇《武則天》香港版片尾曲                         | 首支三台冠軍歌 無綫外購劇《武則天》香港版片尾曲                         |
| 眼淚的秘密                    | 我們都受傷           | -                    | 3                    | 1                    | 1                    | 無綫電視劇《實習天使》主題曲 DBC華語歌曲流行指數：4                     | 無綫電視劇《實習天使》主題曲 DBC華語歌曲流行指數：4                     |
| 2016年                        |                      |                      |                      |                      |                      |                                                                         |                                                                         |
|                               | 財神到               | -                    | -                    | -                    | 2                    | 與星夢群星合唱 Featuring 羅蘭、胡楓、Joe Junior                         | 與星夢群星合唱 Featuring 羅蘭、胡楓、Joe Junior                         |
| 眼淚的秘密                    | 愛                   | -                    | 1                    | -                    | 1                    | 微電影《愛情來的時候2 - 德國》主題曲 DBC華語歌曲流行指數：2             | 微電影《愛情來的時候2 - 德國》主題曲 DBC華語歌曲流行指數：2             |
|                               | 完美的生活           | -                    | -                    | -                    | -                    | 無綫電視劇《愛·回家之八時入席》主題曲                                   | 無綫電視劇《愛·回家之八時入席》主題曲                                   |
|                               | 可以背負更多         | -                    | -                    | -                    | 1                    | 無綫外購劇《琅琊榜》香港版片尾曲                                        | 無綫外購劇《琅琊榜》香港版片尾曲                                        |
|                               | 最後一次分手         | -                    | -                    | 6                    | 1                    | 無綫電視劇《完美叛侶》主題曲                                            | 無綫電視劇《完美叛侶》主題曲                                            |
|                               | 乘風                 | ×                    | ×                    | ×                    | 2                    | 《TVB Amazing Summer 2016》主題曲 與TVB群星合唱                         | 《TVB Amazing Summer 2016》主題曲 與TVB群星合唱                         |
| 眼淚的秘密                    | 誘心人               | -                    | -                    | -                    | 3                    | 無綫電視劇《為食神探》主題曲                                            | 無綫電視劇《為食神探》主題曲                                            |
| 2017年                        |                      |                      |                      |                      |                      |                                                                         |                                                                         |
|                               | 你在我心間           | -                    | -                    | -                    | 1                    | 無綫外購劇《那年花開月正圓》香港版主題曲 加拿大至 HIT 中文歌曲排行榜：8 | 無綫外購劇《那年花開月正圓》香港版主題曲 加拿大至 HIT 中文歌曲排行榜：8 |
| 愛情無價                      | 泣血薔薇             | -                    | -                    | 16                   | 1                    | 無綫電視劇《降魔的》插曲 加拿大至 HIT 中文歌曲排行榜：13                | 無綫電視劇《降魔的》插曲 加拿大至 HIT 中文歌曲排行榜：13                |
| 愛情無價                      | 別再記起             | -                    | -                    | -                    | 1                    | 無綫電視劇《誇世代》片尾曲                                              | 無綫電視劇《誇世代》片尾曲                                              |
| 2018年                        |                      |                      |                      |                      |                      |                                                                         |                                                                         |
| 眼淚的秘密                    | 找個離開你的理由     | -                    | -                    | -                    | 1                    | 無綫電視劇《波士早晨》主題曲                                            | 無綫電視劇《波士早晨》主題曲                                            |
| 愛情無價                      | 無常春秋             | -                    | -                    | -                    | 3                    | 無綫外購劇《延禧攻略》香港版主題曲                                      | 無綫外購劇《延禧攻略》香港版主題曲                                      |
| 愛情無價                      | 為何你要背叛我       | -                    | 16                   | -                    | 1                    | 無綫電視劇《再創世紀》插曲                                              | 無綫電視劇《再創世紀》插曲                                              |
| 2019年                        |                      |                      |                      |                      |                      |                                                                         |                                                                         |
|                               | 日月存亡             | -                    | -                    | -                    | 1                    | 無綫外購劇《如懿傳》香港版主題曲                                        | 無綫外購劇《如懿傳》香港版主題曲                                        |
|                               | 暗中愛我             | -                    | -                    | -                    | 1                    | 無綫電視劇《福爾摩師奶》主題曲 加拿大至 HIT 中文歌曲排行榜：14          | 無綫電視劇《福爾摩師奶》主題曲 加拿大至 HIT 中文歌曲排行榜：14          |
| 愛情無價                      | 我記得               | -                    | 2                    | 3                    | 1                    | 無綫電視劇《鐵探》插曲 加拿大至 HIT 中文歌曲排行榜：9                   | 無綫電視劇《鐵探》插曲 加拿大至 HIT 中文歌曲排行榜：9                   |
| 愛情無價                      | 愛情無價             | -                    | -                    | -                    | 1                    | 無綫電視劇《街坊財爺》片尾曲                                            | 無綫電視劇《街坊財爺》片尾曲                                            |
| 愛情無價                      | 每段愛還是錯         | -                    | 12                   | 17                   | 1                    | 無綫電視劇《多功能老婆》插曲 加拿大至 HIT 中文歌曲排行榜：12            | 無綫電視劇《多功能老婆》插曲 加拿大至 HIT 中文歌曲排行榜：12            |
| 派台歌曲成績（五台）          |                      |                      |                      |                      |                      |                                                                         |                                                                         |
| 唱片                          | 歌曲                 | 903                  | RTHK                 | 997                  | TVB                  | ViuTV                                                                   | 備註                                                                    |
| 2020年                        |                      |                      |                      |                      |                      |                                                                         |                                                                         |
| 愛情無價                      | 似水流年             | -                    | -                    | -                    | 1                    | ×                                                                       | 無綫電視劇《大醬園》片尾曲 翻唱梅艷芳作品                               |
| 愛情無價                      | 這位蠢才             | -                    | 2                    | 2                    | 1                    | ×                                                                       | 加拿大至 HIT 中文歌曲排行榜：1                                          |
| 愛情無價                      | 沒有你並無掛念       | -                    | 2                    | 3                    | 1                    | ×                                                                       | 無綫電視劇《那些我愛過的人》插曲 加拿大至 HIT 中文歌曲排行榜：8         |
|                               | 最遠的距離           | -                    | -                    | -                    | 2                    | ×                                                                       | 無綫電視劇《殺手》片尾曲                                                |
| 2021年                        |                      |                      |                      |                      |                      |                                                                         |                                                                         |
|                               | 錯的一天             | -                    | -                    | 4                    | 2                    | ×                                                                       | 無綫電視劇《伙記辦大事》片尾曲                                          |
|                               | 只想你記得           | -                    | 2                    | 3                    | 5                    | ×                                                                       | 加拿大至 HIT 中文歌曲排行榜：7                                          |
|                               | 火和火柴             | -                    | 1                    | 3                    | 1                    | ×                                                                       | 加拿大至 HIT 中文歌曲排行榜：6 RTHK跨年上榜                             |
| 2022年                        |                      |                      |                      |                      |                      |                                                                         |                                                                         |
|                               | 慢鏡                 | -                    | 2                    | 4                    | 1                    | ×                                                                       | 加拿大至 HIT 中文歌曲排行榜：5                                          |
| 2023年                        |                      |                      |                      |                      |                      |                                                                         |                                                                         |
|                               | 三人之境             | -                    | 2                    | 18                   | 1                    | ×                                                                       | 加拿大至 HIT 中文歌曲排行榜：11                                         |
| 2024年                        |                      |                      |                      |                      |                      |                                                                         |                                                                         |
|                               | 召喚絲               | -                    | 2                    | -                    | 1                    | ×                                                                       | 加拿大至 HIT 中文歌曲排行榜：9                                          |
|                               | 談戀愛               | -                    | 9                    | 5                    | 1                    | ×                                                                       | 與丁噹合唱 加拿大至 HIT 中文歌曲排行榜：2                               |
|                               | 成長的證據           | ×                    | ×                    | ×                    | 8                    | ×                                                                       | 無綫外購劇《玫瑰的故事》香港版主題曲                                    |
| 2025年                        |                      |                      |                      |                      |                      |                                                                         |                                                                         |
|                               | 感激跟你能夠遇見     | -                    | 2                    | 3                    | 1                    | ×                                                                       | 加拿大至 HIT 中文歌曲排行榜：1                                          |

| 各台冠軍歌總數 | 各台冠軍歌總數 | 各台冠軍歌總數 | 各台冠軍歌總數 | 各台冠軍歌總數 | 各台冠軍歌總數    | 各台冠軍歌總數    |
| -------------- | -------------- | -------------- | -------------- | -------------- | ----------------- | ----------------- |
| 四台a          | 903            | RTHK           | 997            | TVB            | 備註              | 備註              |
| 四台a          | 0              | 3              | 5              | 33             | 四台冠軍歌總數：0 | 四台冠軍歌總數：0 |
| 四台a          | 0              | 3              | 5              | 34             | 冠軍週數          | 冠軍週數          |
| 五台b          | 903            | RTHK           | 997            | TVB            | ViuTV             | 備註              |
| 五台b          | 0              | 1              | 0              | 9              | 0                 | 五台冠軍歌總數：0 |
| 五台b          | 0              | 1              | 0              | 9              | 0                 | 冠軍週數          |

- （*）仍在榜上
- （-）未能上榜
- （(1)）兩週冠軍
- （×）沒有派往該台
- ^  注解a：包括2020年後的冠軍歌曲
- ^  注解b：2020年起

## 演出作品

### 電視劇（無綫電視）
| 首播   | 劇名                 | 角色                      |
| ------ | -------------------- | ------------------------- |
| 2014年 | 老表，你好hea！      | 林碧嬌 （阿嬌）           |
| 2015年 | 倩女喜相逢           | 迎春嬌 （春嬌、靚靚姨仔） |
| 2015年 | 衝線                 | 胡芯藍 （藍藍）           |
| 2015年 | 實習天使             | 俞玥愛（Alison）          |
| 2018年 | 救妻同學會           | 趙卓穎                    |
| 2019年 | 多功能老婆           | 蘇蝶（Carol）             |
| 2021年 | 青春本我             | 嚴悅蘭（Miss Yim）        |
| 2023年 | 香港人在北京         | 鄺海倫（Helen）           |
| 2024年 | 旁觀者               | 練采文（Charmaine）       |
| 2024年 | 奔跑吧！勇敢的女人們 | 林采琳                    |
| 未播映 | 死有對証             |                           |

### 電影
| 首映   | 劇名           | 角色  |
| ------ | -------------- | ----- |
| 2012年 | 天生愛情狂     | Jin   |
| 2013年 | 溝女不離三兄弟 | 亞蚊  |
| 2013年 | 第一次不是你   | 貝貝  |
| 2013年 | Delete愛人     |       |
| 2014年 | 金雞sss        | Candy |

### 微電影
| 首映   | 電影名                 | 角色           |
| ------ | ---------------------- | -------------- |
| 2012年 | 愛·無滋                | 莊佩恩（Mini） |
| 2013年 | 12星座之第一天失戀劇場 | 吳若希         |
| 2014年 | 過電                   | 吳若希         |

### 電視節目（無綫電視）
| 年份         | 節目名                    | 合作主持 |
| ------------ | ------------------------- | --- |
| 2014至2016年 | 姊妹淘                    | 第二輯：171-710集（與莊思敏、葉翠翠、楊秀惠及王子涵）                                                                         |
| 2014至2016年 | 勁歌金曲                  | 吳業坤、何雁詩、鄭俊弘、許廷鏗、胡鴻鈞、羅鈞滿、姚兵、鄭世豪、譚嘉儀、謝文欣                                                  |
| 2014年       | 這個聖誕不太冷            | 許廷鏗、林欣彤、胡鴻鈞、周奕瑋                                                                                                |
| 2015年       | 至尊街头魔法王            | 林盛斌、甄澤權 |
| 2016年       | 反斗紅星冇暑假 嘩鬼上學去 | 許廷鏗、胡鴻鈞 |
| 2016年       | 街頭魔法王之魔王之王      | 林盛斌、陳凱琳、翟威廉 |
| 2018年       | 森美旅行團（第二輯）      | 森美、麥美恩、丁子朗 |
| 2019年       | 東京血拼攻略              | |
| 2019年       | 金裝娛樂賀新春            | |
| 2019年       | 娛樂大家                  | 第1-2輯娛樂家族成員之一 |
| 2019年       | 8個香港                   | |
| 2019年       | 森美旅行團（第三輯）      | 森美、麥美恩、丁子朗 |
| 2019-2021年  | 姊妹淘                    | （第三輯：1-141、316-406集,與莊思敏、王子涵、張寶兒、陳詩欣、蔡嘉欣、曾淑雅、李君妍、孫慧雪、傅嘉莉、謝芷倫、阮嘉敏及吳紫韻） |
| 2020年       | 娛樂大家10點半            | 娛樂家族成員之一 |
| 2021年       | 開心大綜藝                | 阮兆祥、林盛斌、森 美、伍詠薇、農 夫、陸浩明、馮盈盈、麥美恩、方力申、江美儀                                                  |
| 2021年       | 麻雀鬥室三決一            | 與薛家燕、林盛斌、戴祖儀及鄭衍峰一同主持                                                                                      |
| 2022年       | 唔玩唔知有獎攞            | 主持 陸浩明、林正峰 |
| 2025年       | 奇情谷                    | 主持（除第6、24、25、28、39集外） 火火、曾展望、賴慰玲                                                                        |

## 演唱會 / 音樂會

### 香港個人演唱會
| 日期           | 演唱會名稱                         | 場數 | 場地           | 主辦單位        | 備註           |
| 2022年12月11日 | 吳若希 Let Her Be Jinny 演唱會2022 | 1    | 旺角麥花臣場館 | TVB Music Group | 首個個人演唱會 |

### 個人巡迴音樂會（非香港站）
| 日期                  | 演唱會名稱                                 | 場數 | 場地                                           | 主辦單位 | 備註                 |
| 2022年10月1日-10月3日 | 2022吳若希“初·遇”巡迴音樂會（廣州站）      | 3    | 廣州中山紀念堂                                 | 星漾演出 | 嘉賓：吳業坤、戴祖儀 |
| 2023年3月12日         | 吳若希 Let Her Be Jinny 巡迴演唱會（LA站） | 1    | Morongo Ballroom, Morongo Casino, Resort & Spa |          | 嘉賓：張馳豪         |
| 2023年3月26日         | 2023吳若希“初·遇”巡迴音樂會                | 1    | 佛山南海影劇院                                 | 寶輝娛樂 | 嘉賓：冼靖峰         |
| 2023年4月16日         | 2023吳若希“初·遇”巡迴音樂會                | 1    | 江門演藝中心僑都大劇院                         | 寶輝娛樂 | 嘉賓：鄭俊弘         |
| 2023年6月24日         | 2023吳若希“初·遇”巡迴音樂會                | 1    | 東莞聚橙院線東城影劇院                         | 寶輝娛樂 | 嘉賓：胡鴻鈞         |
| 2024年7月19日         | 2024吳若希“IN.POSSIBLE”巡迴音樂會          | 1    | 廣州中山紀念堂                                 | 寶輝娛樂 |                      |
| 2024年10月25日        | 2024吳若希“IN.POSSIBLE”巡迴音樂會          | 1    | 江門演藝中心僑都大劇院                         | 寶輝娛樂 | 嘉賓：吳業坤         |
| 2024年12月21日        | 2024吳若希“IN.POSSIBLE”巡迴音樂會          | 1    | 佛山嶺南明珠訓練館                             | 寶輝娛樂 | 嘉賓：張馳豪、戴祖儀 |
| 2025年5月31日         | 吳若希Gossip of Me演唱會（澳門站）         | 1    | 澳門葡京人H853娛樂館尚梯館                     | 尚梯娛樂 |                      |

### 非個人演唱會
| 日期           | 演唱會名稱                                   | 場數 | 場地                               | 主辦單位           | 備註 |
| 2021年11月28日 | 星光熠熠耀保良                               | 1    | 紅磡香港體育館                     | 香港保良局         | |
| 2022年1月1日   | 聲夢維港Party Together演唱會2022             | 1    | 中環海濱活動空間                   | NEW TV             | 與一眾星夢娛樂歌手參與                                                                                       |
| 2022年12月3日  | 博愛青年音樂會2022                           | 1    | 伊利沙伯體育館                     | 博愛醫院           | 與王灝兒(JW)、胡鴻鈞、謝東閔、炎明熹、姚焯菲、鍾柔美、詹天文、文凱婷、潘靜文、彭家賢等參與                   |
| 2023年3月25日  | 無限超越群星演唱會                           | 1    | 澳門威尼斯人金光綜藝館             | YOUKU、TVB         | 與楊千嬅、林峯、黃宗澤、吳卓羲、林保怡、陳慧珊、胡鴻鈞、炎明熹、曾比特、譚嘉儀、涂毓麟、趙櫻子、周潔瓊等參與 |
| 2025年6月21日  | 吳若希&林智樂-“越來越愛”2025拉闊音樂會限定場 | 1    | 廣州廣州白雲國際會議中心世紀大會堂 | 曉友文化、勵力傳播 | 與林智樂參與                                                                                                 |

## 獎項及提名

### 音樂獎項
| 年份 | 頒獎典禮                            | 獎項                                     | 作品                              | 結果     |
| ---- | ----------------------------------- | ---------------------------------------- | --------------------------------- | -------- |
| 2010 | 新城國語力頒獎禮2010                | 新城國語力合唱歌曲                       | 《Love @ Earth》（與邵偉軒合唱）  | 獲獎     |
| 2010 | 第7屆「勁歌王」全球華人樂壇音樂盛典 | 最佳新晉歌手                             | 不適用                            | 獲獎     |
| 2010 | 華語音樂盛典2010                    | 優秀女新人獎                             | 不適用                            | 獲獎     |
| 2010 | 2010年度TVB8金曲榜頒獎典禮          | TVB8金曲榜最佳新人獎                     | 不適用                            | 銅獎     |
| 2010 | 新城勁爆頒獎禮2010                  | 新城勁爆新登場女歌手                     | 不適用                            | 獲獎     |
| 2010 | 第三十三屆十大中文金曲頒獎音樂會    | 最有前途新人獎                           | 不適用                            | 優異獎   |
| 2010 | 2010年度十大勁歌金曲頒獎典禮        | 最受歡迎新人獎                           | 不適用                            | 銅獎     |
| 2010 | 2010年雪碧音樂榜年度盛典            | 新人獎                                   | 不適用                            | 獲獎     |
| 2010 | IFPI香港唱片銷量大獎2010            | 最暢銷本地女新人                         | 不適用                            | 獲獎     |
| 2011 | 2011勁歌金曲優秀選第三回            | 得獎歌曲                                 | 《知己》（與許廷鏗合唱）          | 獲獎     |
| 2011 | uChannel我撐起樂壇頒獎禮2011        | Youth最喜愛合唱歌曲                      | 《知己》（與許廷鏗合唱）          | 獲獎     |
| 2011 | 第8屆「勁歌王」全球華人樂壇音樂盛典 | 勁歌王最佳合唱歌                         | 《知己》（與許廷鏗合唱）          | 獲獎     |
| 2011 | 第8屆「勁歌王」全球華人樂壇音樂盛典 | 最佳進步獎                               | 不適用                            | 獲獎     |
| 2011 | 新城勁爆頒獎禮2011                  | 新城勁爆躍進歌手                         | 不適用                            | 獲獎     |
| 2011 | 新城勁爆兒歌頒獎禮2011              | 新城勁爆兒歌                             | 《神奇大地》                      | 獲獎     |
| 2011 | 2011年度十大勁歌金曲頒獎典禮        | 最受歡迎女歌星                           | 不適用                            | 提名     |
| 2011 | 2011年度十大勁歌金曲頒獎典禮        | 亞太區最受歡迎香港女歌星                 | 不適用                            | 提名     |
| 2011 | 2011年度十大勁歌金曲頒獎典禮        | 2011年度傑出表現獎                       | 不適用                            | 提名     |
| 2012 | 2012勁歌金曲優秀選第一回            | 得獎歌曲                                 | 《第一天失戀》                    | 獲獎     |
| 2012 | 新城國語力頒獎禮2012                | 新城國語力合唱歌曲                       | 《知己》（與許廷鏗合唱）          | 獲獎     |
| 2012 | 2012年度TVB8金曲榜頒獎典禮          | TVB8金曲榜最佳合唱歌曲獎                 | 《知己》（與許廷鏗合唱）          | 獲獎     |
| 2012 | 2012勁歌金曲優秀選第二回            | 得獎歌曲                                 | 《我沒有傷心》                    | 獲獎     |
| 2012 | 新城勁爆頒獎禮2012                  | 新城勁爆新媒體歌曲                       | 《我沒有傷心》                    | 獲獎     |
| 2012 | 2012年度十大勁歌金曲頒獎典禮        | 最受歡迎女歌星                           | 不適用                            | 提名     |
| 2012 | 2012年度十大勁歌金曲頒獎典禮        | 亞太區最受歡迎女歌星                     | 不適用                            | 提名     |
| 2012 | 2012年度十大勁歌金曲頒獎典禮        | 2012年度傑出表現獎                       | 不適用                            | 提名     |
| 2012 | SINA Music樂壇民意指數頒獎禮2012    | SINA Music 躍進歌手                      | 不適用                            | 獲獎     |
| 2013 | 第9屆「勁歌王」全球華人樂壇音樂盛典 | 最佳進步獎                               | 不適用                            | 獲獎     |
| 2013 | 〈音樂先鋒榜〉2013年度頒獎典禮      | 年度先鋒演繹歌手（香港）                 | 不適用                            | 獲獎     |
| 2013 | 新城國語力頒獎禮2013                | 新城國語力原創歌曲                       | 《我明白》                        | 獲獎     |
| 2013 | 2013年度TVB8金曲榜頒獎典禮          | TVB8金曲榜頒金曲獎                       | 《我明白》                        | 獲獎     |
| 2013 | 新城勁爆頒獎禮2013                  | 新城勁爆合唱歌曲                         | 《暗戀》（與胡鴻鈞合唱）          | 獲獎     |
| 2013 | 2013勁歌金曲優秀選第一回            | 得獎歌曲                                 | 《我懂了》                        | 獲獎     |
| 2013 | 新城勁爆頒獎禮2013                  | 新城勁爆卡拉OK歌曲                       | 《我懂了》                        | 獲獎     |
| 2013 | IFPI香港唱片銷量大獎頒獎禮2013      | 十大暢銷數碼歌曲                         | 《我懂了》                        | 獲獎     |
| 2013 | 新城勁爆兒歌頒獎禮2013              | 新城勁爆兒歌                             | 《前行吧》                        | 獲獎     |
| 2013 | 2013年度勁歌金曲頒獎典禮            | 最受歡迎女歌星                           | 不適用                            | 提名     |
| 2014 | 2014勁歌金曲優秀選第一回            | 得獎歌曲                                 | 《愛我請留言》                    | 獲獎     |
| 2014 | 新城國語力頒獎禮2014                | 新城國語力新媒體歌曲                     | 《煙雨迷霧》                      | 獲獎     |
| 2014 | TVB 馬來西亞星光薈萃頒獎典禮2014    | 最喜愛TVB劇集歌曲                        | 《越難越愛》                      | 獲獎     |
| 2014 | YAHOO!人氣大獎2014頒獎典禮          | 人氣歌曲                                 | 《越難越愛》                      | 獲獎     |
| 2014 | YAHOO!人氣大獎2014頒獎典禮          | 人氣急星（女）                           | 不適用                            | 獲獎     |
| 2014 | 第十四屆全球華語歌曲排行榜          | 二十大金曲                               | 《越難越愛》                      | 獲獎     |
| 2014 | 〈音樂先鋒榜〉2014年度頒獎典禮      | 影視歌曲                                 | 《越難越愛》                      | 獲獎     |
| 2014 | 2014勁歌金曲優秀選第二回            | 得獎歌曲                                 | 《越難越愛》                      | 獲獎     |
| 2014 | 新城勁爆頒獎禮2014                  | 新城勁爆歌曲                             | 《越難越愛》                      | 獲獎     |
| 2014 | 新城勁爆頒獎禮2014                  | 新城勁爆新媒體歌曲                       | 《愛我請留言》                    | 金獎     |
| 2014 | 第三十七屆十大中文金曲頒獎音樂會    | 十大中文金曲                             | 《越難越愛》                      | 獲獎     |
| 2014 | 2014年度勁歌金曲頒獎典禮            | 最受歡迎女歌星                           | 不適用                            | 最後兩強 |
| 2014 | 2014年度勁歌金曲頒獎典禮            | 勁歌金曲獎                               | 《愛我請留言》                    | 獲獎     |
| 2014 | 2014年度勁歌金曲頒獎典禮            | 勁歌金曲獎                               | 《越難越愛》                      | 獲獎     |
| 2014 | 2014年度勁歌金曲頒獎典禮            | 勁歌金曲金獎                             | 《越難越愛》                      | 獲獎     |
| 2014 | 2014年度TVB8金曲榜頒獎典禮          | TVB8金曲榜金曲獎                         | 《越難越愛》                      | 獲獎     |
| 2014 | 2014年度TVB8金曲榜頒獎典禮          | TVB8金曲榜金曲金獎                       | 《越難越愛》                      | 獲獎     |
| 2015 | 2015勁歌金曲優秀選第一回            | 得獎歌曲                                 | 《美好的時光》                    | 獲獎     |
| 2015 | 2015勁歌金曲優秀選第一回            | 得獎歌曲                                 | 《眼淚的秘密》                    | 獲獎     |
| 2015 | 新城國語力頒獎禮2015                | 新城國語力歌曲                           | 《越難越愛》                      | 獲獎     |
| 2015 | 新城國語力頒獎禮2015                | 新城國語力人氣偶像                       | 不適用                            | 金獎     |
| 2015 | 2015勁歌金曲優秀選第二回            | 得獎歌曲                                 | 《我們都受傷》                    | 獲獎     |
| 2015 | Yahoo!搜尋人氣大獎2015              | 人氣歌曲                                 | 《眼淚的秘密》                    | 獲獎     |
| 2015 | 2015年度勁歌金曲頒獎典禮            | 勁歌金曲金獎                             | 《眼淚的秘密》                    | 獲獎     |
| 2015 | 2015年度勁歌金曲頒獎典禮            | 勁歌金曲獎                               | 《眼淚的秘密》                    | 獲獎     |
| 2015 | 2015年度勁歌金曲頒獎典禮            | 勁歌金曲獎                               | 《我們都受傷》                    | 獲獎     |
| 2015 | 2015年度勁歌金曲頒獎典禮            | 最受歡迎女歌星                           | 不適用                            | 提名     |
| 2015 | 新城勁爆頒獎禮2015                  | 新城勁爆女歌手 金獎                      | 不適用                            | 獲獎     |
| 2015 | 新城勁爆頒獎禮2015                  | 新城勁爆播放指數大獎（歌曲）             | 《眼淚的秘密》                    | 獲獎     |
| 2015 | 第三十八屆十大中文金曲頒獎音樂會    | 十大中文金曲                             | 《眼淚的秘密》                    | 獲獎     |
| 2015 | 2015年度TVB8金曲榜頒獎典禮          | TVB8金曲榜金曲獎                         | 《眼淚的秘密》                    | 獲獎     |
| 2015 | 2015年度TVB8金曲榜頒獎典禮          | TVB8金曲榜金曲金獎                       | 《眼淚的秘密》                    | 獲獎     |
| 2015 | IFPI香港唱片銷量大獎頒獎禮2015      | 十大銷量廣東唱片                         | 《越難越愛 Love Collection 精選》 | 獲獎     |
| 2016 | 2016勁歌金曲優秀選第一回            | 得獎歌曲                                 | 《愛》                            | 獲獎     |
| 2016 | 2016勁歌金曲優秀選第一回            | 得獎歌曲                                 | 《完美的生活》                    | 獲獎     |
| 2016 | IFPI香港唱片銷量大獎頒獎禮2016      | 十大銷量廣東唱片                         | 《眼淚的秘密》                    | 獲獎     |
| 2016 | 2016年度勁歌金曲頒獎典禮            | 最受歡迎女歌星                           | 不適用                            | 提名     |
| 2018 | 2018勁歌金曲優秀選第一回            | 得獎歌曲                                 | 《別再記起》                      | 獲獎     |
| 2018 | 2018勁歌金曲優秀選第二回            | 得獎歌曲                                 | 《為何你要背叛我》                | 獲獎     |
| 2018 | 2018勁歌金曲優秀選第二回            | 得獎歌曲                                 | 《無常春秋》                      | 獲獎     |
| 2018 | 2018全球華語十大金曲獎              | 得獎歌曲                                 | 《無常春秋》                      | 獲獎     |
| 2018 | 2018年度勁歌金曲頒獎典禮            | 勁歌金曲獎                               | 《無常春秋》                      | 獲獎     |
| 2018 | 2018年度勁歌金曲頒獎典禮            | 勁歌金曲獎                               | 《別再記起》                      | 獲獎     |
| 2018 | 2018年度勁歌金曲頒獎典禮            | 最受歡迎女歌星                           | 不適用                            | 提名     |
| 2018 | 2018年度勁歌金曲頒獎典禮            | 最佳演繹女歌星                           | 不適用                            | 獲獎     |
| 2018 | 2018全球華語金曲獎頒獎典禮          | 全球華語金曲獎十周年粵港澳大灣區優秀歌手 | 不適用                            | 獲獎     |
| 2019 | 2019勁歌金曲優秀選第一回            | 得獎歌曲                                 | 《我記得》                        | 獲獎     |
| 2019 | 2019勁歌金曲優秀選第一回            | 得獎歌曲                                 | 《暗中愛我》                      | 獲獎     |
| 2019 | 2019勁歌金曲優秀選第二回            | 得獎歌曲                                 | 《愛情無價》                      | 獲獎     |
| 2019 | 2019勁歌金曲優秀選第二回            | 得獎歌曲                                 | 《每段愛還是錯》                  | 獲獎     |
| 2019 | 2019年度勁歌金曲頒獎典禮            | 勁歌金曲獎                               | 《每段愛還是錯》                  | 獲獎     |
| 2019 | 2019年度勁歌金曲頒獎典禮            | 勁歌金曲獎                               | 《愛情無價》                      | 獲獎     |
| 2019 | 2019年度勁歌金曲頒獎典禮            | 最受歡迎女歌星                           | 不適用                            | 提名     |
| 2019 | 2019年度勁歌金曲頒獎典禮            | 人氣王大獎（女歌星）                     | 不適用                            | 獲獎     |
| 2020 | 2020勁歌金曲優秀選第一回            | 得獎歌曲                                 | 《沒有你並無掛念》                | 獲獎     |
| 2020 | 2020年度勁歌金曲頒獎典禮            | 最受歡迎女歌星                           | 不適用                            | 提名     |
| 2021 | 新城勁爆頒獎禮2021                  | 勁爆我撐歌曲                             | 《火和火柴》                      | 獲獎     |

### 萬千星輝頒獎典禮
| 年份 | 獎項                 | 作品                                               | 結果     |
| ---- | -------------------- | -------------------------------------------------- | -------- |
| 2014 | 最受歡迎劇集歌曲     | 《越難越愛》                                       | 獲獎     |
| 2014 | 最受歡迎劇集歌曲     | 《愛我請留言》                                     | 提名     |
| 2014 | 最受歡迎劇集歌曲     | 《想起你》                                         | 提名     |
| 2015 | 最受歡迎劇集歌曲     | 《眼淚的秘密》                                     | 獲獎     |
| 2015 | 最受歡迎劇集歌曲     | 《美好的時光》                                     | 提名     |
| 2016 | 最受歡迎劇集歌曲     | 《我們都受傷》                                     | 提名     |
| 2016 | 最受歡迎劇集歌曲     | 《完美的生活》                                     | 提名     |
| 2016 | 最受歡迎劇集歌曲     | 《可以背負更多》                                   | 提名     |
| 2016 | 最受歡迎劇集歌曲     | 《最後一次分手》                                   | 提名     |
| 2016 | 最受歡迎劇集歌曲     | 《誘心人》                                         | 提名     |
| 2017 | 最受歡迎劇集歌曲     | 《你在我心間》                                     | 提名     |
| 2017 | 最受歡迎劇集歌曲     | 《泣血薔薇》                                       | 提名     |
| 2017 | 最受歡迎劇集歌曲     | 《別再記起》                                       | 提名     |
| 2018 | 最受歡迎劇集歌曲     | 《找個離開你的理由》                               | 提名     |
| 2018 | 最受歡迎劇集歌曲     | 《無常春秋》                                       | 提名     |
| 2018 | 最受歡迎劇集歌曲     | 《為何你要背叛我》                                 | 提名     |
| 2018 | 最佳非戲劇節目       | 《森美旅行團》（與森美、麥美恩、丁子朗一同獲獎）   | 獲獎     |
| 2019 | 最佳非戲劇節目       | 《森美旅行團》（與森美、麥美恩、丁子朗一同獲獎）   | 獲獎     |
| 2019 | 最佳女配角           | 《多功能老婆》蘇蝶                                 | 提名     |
| 2019 | 最受歡迎電視歌曲     | 《暗中愛我》                                       | 提名     |
| 2019 | 最受歡迎電視歌曲     | 《我記得》                                         | 提名     |
| 2019 | 最受歡迎電視歌曲     | 《愛情無價》                                       | 提名     |
| 2019 | 最受歡迎電視歌曲     | 《每段愛還是錯》                                   | 提名     |
| 2020 | 最受歡迎電視歌曲     | 《似水流年》                                       | 提名     |
| 2020 | 最受歡迎電視歌曲     | 《沒有你並無掛念》                                 | 提名     |
| 2020 | 最受歡迎電視歌曲     | 《最遠的距離》                                     | 提名     |
| 2021 | 最受歡迎電視歌曲     | 《錯的一天》                                       | 最後十強 |
| 2021 | 最佳女主持           | 《麻雀鬥室三決一》                                 | 提名     |
| 2022 | 最佳女主持           | 《唔玩唔知有獎攞》                                 | 提名     |
| 2022 | 最佳綜藝節目         | 《唔玩唔知有獎攞》                                 | 提名     |
| 2022 | 最受歡迎電視歌曲     | 《光陰飛逝時》                                     | 提名     |
| 2022 | 最受歡迎電視歌曲     | 《五味回憶》                                       | 提名     |
| 2023 | 最佳女主角           | 《香港人在北京》鄺海倫                             | 最後五強 |
| 2023 | 大灣區最喜歡女主角   | 《香港人在北京》鄺海倫                             | 提名     |
| 2023 | 馬來西亞最喜歡女主角 | 《香港人在北京》鄺海倫                             | 提名     |
| 2023 | 最佳電視歌曲         | 《盡情唱》（與陳展鵬、洪永城、戴祖儀、吳業坤合唱） | 提名     |

## 外部連結
- 吳若希的新浪微博
- 吳若希 Jinny Ng的Facebook專頁
- 吳若希的Instagram帳戶
- 何太 in the House的Instagram帳戶
- Jinny Ng 吳若希的YouTube頻道 （页面存档备份，存于）
- JNOFC 吳若希歌迷會的Facebook專頁
- JNOFC 吳若希歌迷會的Instagram帳戶
- 吳若希在香港影庫上的簡介